# Acaena antarctica
Acaena antarctica é uma espécie de rosácea do gênero Acaena, pertencente à família Rosaceae.